# جائزة جون مينارد سميث
تمنح الجمعية الأوروبية لعلم الأحياء التطوري جائزة جون ماينارد سميث(1920–2004) لباحثين بيولوجيين في السنوات الفردية. تم تسميته على اسم الباحث التطوري جون ماينارد سميث وتم تقديمه لأول مرة في عام 1997.
قائمة الفائزين:
| السنة | منحت ل                                                         | السبب                                                                                        |
| 1997  | ماري تشارلت انستيت                                             | التسهيلات والصعوبات في العملية التطورية التبادلية                                            |
| 1999  | نيكولاس جالتيير                                                | احلال النمادج المتحركة من النيوكليوتيدات وعملية تطور التكوين الاساسي                         |
| 2001  | اليكساندر بادييف                                               | مفارقة التطور السريع لاختلاط الحجم الجنسي: أهمية مراحل نمو الجنين وتأثير الامومة             |
| 2003  | باتريشيا بيلديد                                                | الأساس الجيني للتنوعات الظاهرية: التطور والتغيير في اشكال انماط اجنحة الفراشات               |
| 2005  | دايفين بريسجريف                                                | الجينات المتنوعة والجينات الانانية في حشرة >بابة الفاكهة                                     |
| 2007  | اندي جاردنر                                                    | عملية تطور مشاعر الحقد                                                                       |
| 2009  | تانيا شواندر                                                   | التطور في عملية تحديد الطبفة الجينية في الحشرات الاجتماعية زمالة: بن سعد                     |
| 2011  | روان باريت                                                     | علم الوراثة للتكيف مع البيئات المتغيرة زمالة: إيما هاين                                      |
| 2012  | تانجا ستادلر                                                   | استقصاء الحاضر لتعليم الماضي زمالة: دانيال ماتيوت                                            |
| 2013  | ريتش فيتزجون                                                   | ما هو الدافع وراء التنوع البيولوجي؟ استقصاء الصفات بعدسة انتخاب الانواع زمالة: لاين يوجولفيج |
| 2014  | لوري ستيفيسون                                                  | المقياس الزمني لتطور معدل إعادة التركيب في القردة العليا                                     |
| 2015  | ماثيو هارتفيلد                                                 | المغامرة الحسابية في الجنس وعملية التطورية للامراض                                           |
| 2016  | كيث باورز - جامعة ممفيس ، الولايات المتحدة                     | القيود المفروضة على عملية تحديد الجنس                                                        |
| 2017  | أماندا كايل جيبسون - جامعة إيموري ، أتلانتا ، الولايات المتحدة | ما فائدة الجنس؟                                                                              |
| 2018  | سوبان اوبراين, زوريخ                                           | استيعاب البيئة وتطور التفاعلات الاجتماعية الميكروبية في عالم متطور                           |
| 2019  | كارل جرايشوب                                                   | النزاع الجنسي وعملية الحفاظ على لياقة التنوع الجيني.                                         |